# 勒卡斯泰拉尔梅朗
勒卡斯泰拉尔梅朗（法語：Le Castellard-Mélan）是法国上普罗旺斯阿尔卑斯省的一个市镇，属于迪尼莱班区（Digne-les-Bains）迪尼勒班西县（Digne-les-Bains-Ouest）。该市镇2009年时的人口为64人。

## 人口
勒卡斯泰拉尔梅朗人口变化图示
| 数据来源：INSEE |